# Elfriede Tungl
Elfriede Tungl (4 juillet 1922 - 25 août 1981) est une ingénieure civile autrichienne. Elle est la première femme autrichienne à obtenir un doctorat en génie civil et devient en 1973 la première femme professeure associée à l'Université technologique de Vienne.

## Biographie

### Enfance et formation
Elfriede Tungl s'est inscrite en mathématiques, physique et chimie à l'Université de Vienne en 1940, avant de changer l'année suivante pour étudier le génie civil, obtenant son diplôme à la TU Wien en 1948. Elle obtient son doctorat, toujours à la TU Wien (Université technologique de Vienne) en 1950,. Elfriede Tungl commence à travailler dans le département de construction de ponts de la direction générale des chemins de fer fédéraux autrichiens, l'ÖBB.
En 1952, elle devient assistante de recherche universitaire travaillant sur des questions liées à la théorie des systèmes structurels. En 1963, son habilitation (post-doctorat) à l'Université technologique de Vienne porte sur l'élasticité et de la résistance des matériaux. Elfriede Tungl est la deuxième femme à être habilitée dans cette université, et la première femme à être reconnue dans ces domaines. On pense qu’elle est la première femme ingénieure civile en Europe à détenir un doctorat.

### Carrière
Elfriede Tungl enseigne en qualité de professeure invitée aux États-Unis de 1965 à 1968 et, en 1973, elle devient la première femme à être nommée professeuer associée à l'Université technologique de Vienne. Elle devient cheffe du département expérimental Voltmètre - et Extensométrie (mesure des contraintes et des déformations) jusqu'à sa retraite, qu'elle prend plus tôt en 1975 pour des raisons de santé.
Elfriede Tungl meurt à Vienne le 25 août 1981.

## Lectures complémentaires
Helga Eberwein : Tungl Elfriede. Korotin (éd.), Ilse. fwf.ac.at biographie. Lexikon österreichischer Frauen, Bande 3 : Bande 03, PZ]. Vol. Bande 3 : P–Z. Bohlau. p. 3340.  (ISBN 978-3-205-79590-2)